# Max Sapolinski
Max Sapolinski (6 de febrero de 1960) es un contador público y político uruguayo perteneciente al Partido Colorado.

## Biografía
Egresado de la Universidad de la República con el título de Contador Público. Se desempeña como asesor en la actividad privada y entre 2008 y 2009 ocupó la Gerencia del Seguro del CASMU.
Militante del Partido Colorado. Fue director general del Ministerio de Turismo entre el 2000 y el 2002. En el año 2002 acompañó en la subsecretaría al ministro de economía Alejandro Atchugarry, en plena secuela de la crisis bancaria de 2002; abandonando el cargo cuando Atchugarry renunció, pasando a ocupar la Subsecretaría del Ministerio de Turismo acompañando al ministro de la misma, Pedro Bordaberry.
En 2007 adhiere al movimiento Vamos Uruguay, siendo su Secretario General hasta mayo de 2013.
En las elecciones de octubre de 2009 se postula en el cuarto lugar al Senado por la lista de Vamos Uruguay.
Entre 2010 y 2012 es Director de la Unidad Reguladora de Energía y Agua en el marco de los acuerdos políticos entre el gobierno y la oposición, renunciando a dicho cargo por desavenencias de su sector con el presidente de la República
Entre mayo de 2013 y diciembre de 2014 se desempeñó como Secretario General del Partido Colorado.
De cara a las internas de 2019 apoya la precandidatura de Ernesto Talvi.
En la actualidad escribe una columna sobre economía en el periódico El Observador.